# カルピノーネ
カルピノーネ（イタリア語: Carpinone）は、イタリア共和国モリーゼ州イゼルニア県にある、人口約1,100人の基礎自治体（コムーネ）。

## 地理

### 位置・広がり
イゼルニア県南東部のコムーネである。

#### 隣接コムーネ
隣接するコムーネは以下の通り。
- カステルペトローゾ
- フロゾローネ
- イゼルニア
- マッキアゴーデナ
- ペスケ
- ペットラネッロ・デル・モリーゼ
- サンタ・マリーア・デル・モリーゼ
- セッサーノ・デル・モリーゼ